# Étienne Dinet
Pour les articles homonymes, voir Dinet.
Étienne Dinet né le 28 mars 1861 à Paris, ville où il est mort le 24 décembre 1929, est un peintre et lithographe français.
Ayant vécu une grande partie de sa vie en Algérie et reconnu de son vivant, il se fait appeler Nasr ad Dine après s'être converti à l'islam. Il est l'un des principaux représentants de la peinture orientaliste au tournant des XIXe et XXe siècles.

## Biographie

### Origines et formation
Alphonse-Étienne Dinet est né à Paris le 28 mars 1861, fils de Louise Marie Odile Boucher et de Philippe Léon Dinet, avoué, au 16, rue d'Argenteuil. Il a une sœur, Jeanne, née en 1865, qui sera plus tard sa biographe. Il entre en 1871 comme interne au lycée Henri-IV où il a pour condisciple le futur président Alexandre Millerand. Après avoir obtenu son baccalauréat en 1881, il entre à l'École des beaux-arts de Paris, dans l'atelier de Pierre-Victor Galland. Mais ce sont vraisemblablement William Bouguereau et Tony Robert-Fleury qui exercent sur lui une réelle influence, le jeune peintre ayant suivi leurs cours à l'Académie Julian, lieu beaucoup plus libre et moins académique. En 1882, il expose d'ailleurs pour la première fois au nouveau Salon des artistes français et l'année suivante, obtient une mention honorable, puis en 1884, une médaille.

### Découverte de l'Algérie
Obtenant une bourse en 1884, Dinet entreprend son premier voyage dans le sud de l'Algérie, en compagnie d'une équipe de savants entomologistes, dans la région de Bou-Saâda, La culture Naili le marque profondément puisqu'il y retournera de nombreuses fois. Dès l'année suivante, un second voyage algérien le conduit à Laghouat et au Mzab. Il peint ses deux premiers tableaux figurant cette région, à savoir Sur les terrasses de Laghouat et L'Oued M'Sila après l'orage. Il se met à apprendre l'arabe pour mieux comprendre les cultures locales et plus particulièrement celles du sud algérien. En 1887, il effectue son troisième voyage en Algérie. Dorénavant, il va y passer en moyenne six mois par an.

### Carrière
En 1888-1889, il expose chez Georges Petit au sein du « groupe des Trente-Trois » (ou XXXIII), dans lequel on trouve des artistes français et étrangers, des femmes et des hommes, en marge de certains courants, et présentant une grande variété de tons.
Sélectionné pour l'exposition universelle de 1889 (Paris), il obtient une médaille d'argent et, avec Meissonier, Puvis de Chavannes, Rodin, Carolus-Duran et Charles Cottet, fonde la Société nationale des beaux-arts.
En 1893, il est parmi les membres fondateurs de la Société des peintres orientalistes français et participe à leur première exposition officielle au palais de l'Industrie à Paris.
En 1894, il participe à l'exposition universelle d'Anvers.
En juillet 1896, il est nommé chevalier de la Légion d'honneur et participe à l'exposition internationale du Centenaire de la lithographie de Paris.
L'Édition d'art Henri Piazza publie en 1898 un premier livre illustré par Dinet, Antar, « poème héroïque arabe des temps antéislamiques d'après la traduction de M. Devic », illustré par 132 planches. C'est le début d'une série d'ouvrages illustrés par Dinet.

### Conversion

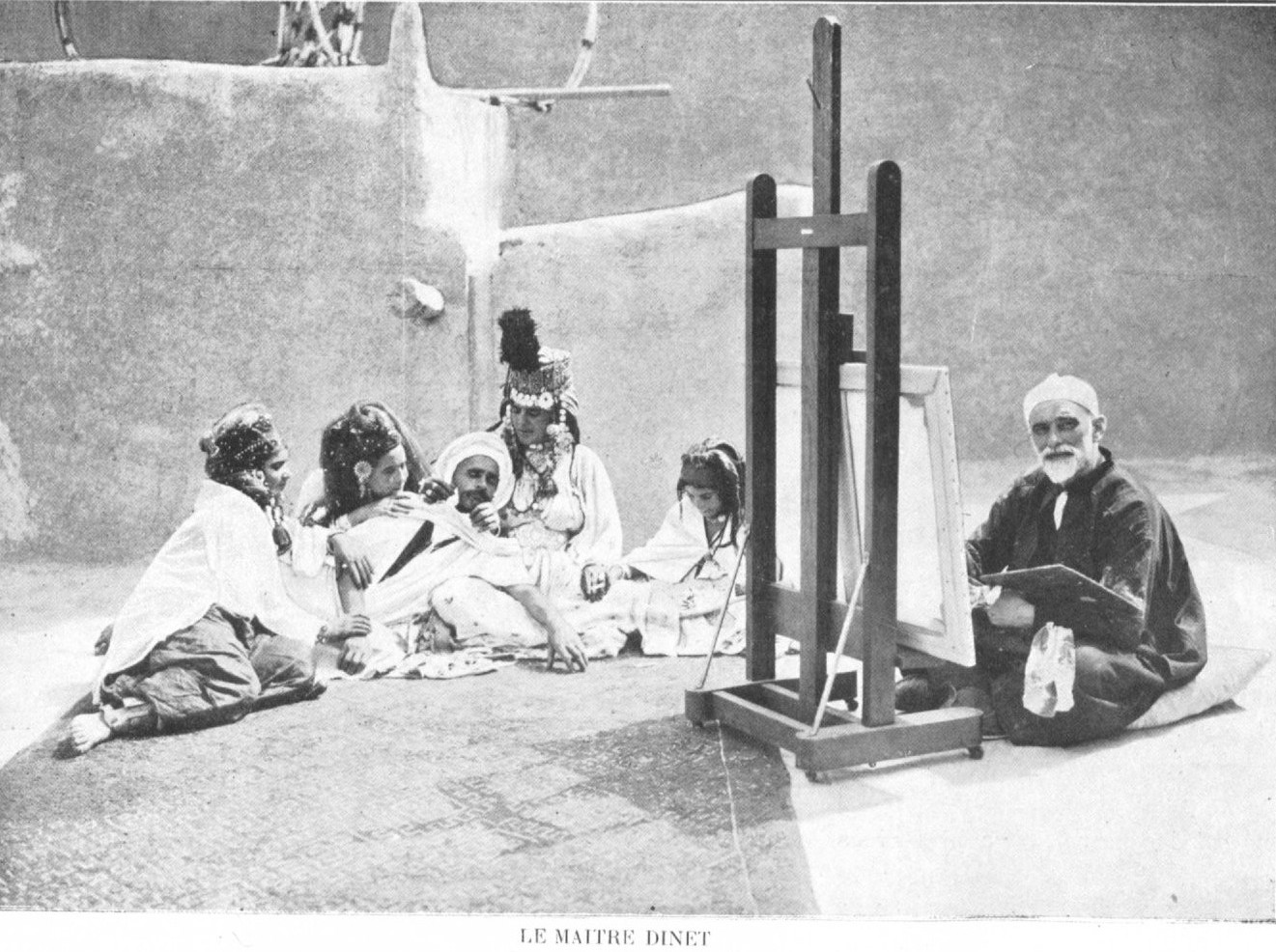
Étienne Dinet, peignant une scène de la vie quotidienne, entouré de ses modèles locaux.

En 1900, il installe son premier atelier algérien à Biskra. Son tableau L'Arabe en prière amorce le mouvement qui l'amènera à se convertir en 1913. En 1905, il achète une maison à Bou-Saâda pour y passer les trois-quarts de l'année. En février, l'artiste est promu officier de la Légion d'honneur. Il obtient une médaille d'or lors d'une exposition internationale de peintures à Munich.
En 1907, sur ses conseils, est créée à Alger la villa Abd-el-Tif, sur le modèle de la villa Médicis à Rome.
Étienne Dinet annonce dans une lettre adressée à un ami en 1908 qu'il s'est converti à l'islam depuis plusieurs années. Par ses interventions, ses relations avec les ministères, il obtient des autorités coloniales que Bou Saâda soit déclaré territoire civil et non militaire.
Il participe à l'Exposition universelle de Bruxelles en 1908, puis à l'Exposition universelle d'Amsterdam en 1910[Information douteuse]. En 1913, il fait savoir à ses amis le choix de son nouveau patronyme musulman : Nasr-Eddine. Il participe à l'Exposition universelle de Gand en 1913. Son père meurt en 1914.
Durant la Première Guerre mondiale, la famille Dinet transforme le château familial d'Héricy en hôpital pour accueillir les blessés de guerre. Il s'inquiète du moral des troupes musulmanes et esquisse des projets de stèles mortuaires pour les combattants musulmans tombés au combat. Après l'armistice de 1918, et sur intervention auprès du ministère des Armées afin de rendre hommage aux bataillons algériens, Dinet, en collaboration avec son ami Sliman ben Ibrahim, écrit et illustre La Vie de Mohammed, prophète d'Allah publié par Piazza, dont les enluminures sont de Mohammed Racim.

### Dernières années

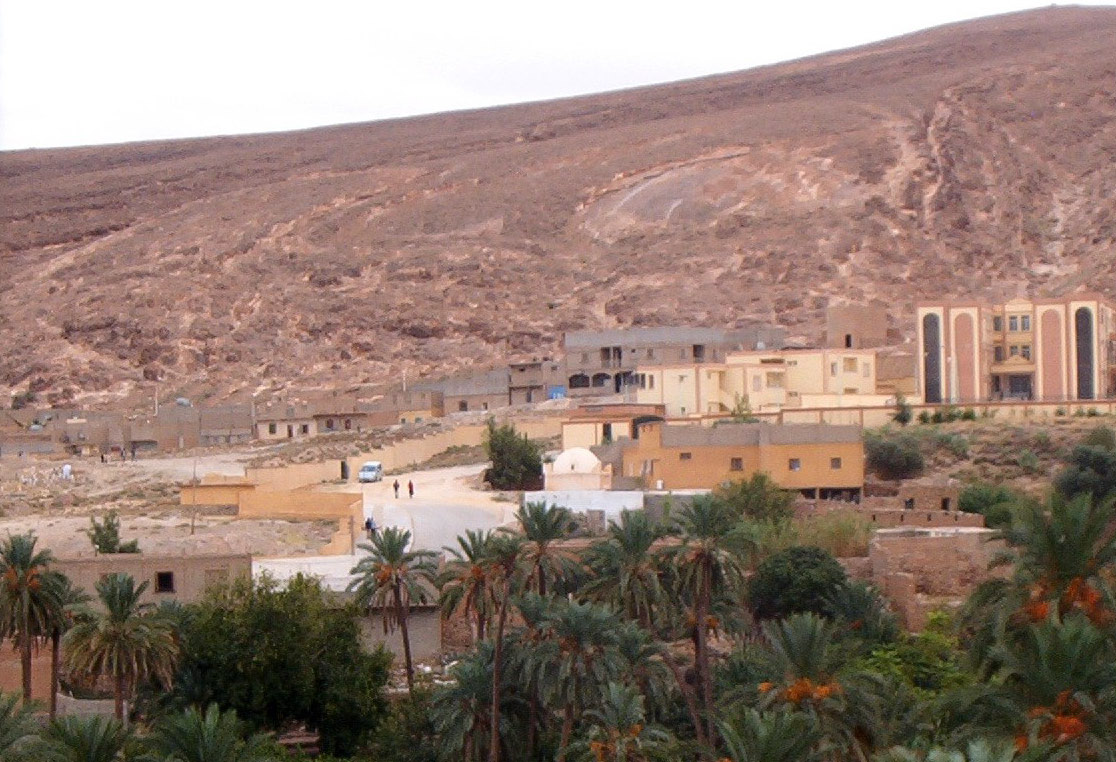
La qoubba funéraire de Dinet à Bou-Saâda.

En 1922, il perd sa mère et achète l'année suivante une villa à Saint-Eugène à Alger où il expose régulièrement. Dans la foulée, le château d'Héricy est vendu.
L'Union artistique d'Afrique du Nord est fondée en 1925 par Roméo Aglietti ; Dinet fait partie du comité d'honneur.
La même année, il fait ériger à Bou-Saâda la qoubba devant abriter sa future tombe.
En 1926, il se rend à l'inauguration en juillet de la mosquée de Paris à l'édification de laquelle il a participé. En 1927, il réaffirme publiquement sa conversion à l'islam dans la Grande Mosquée d'Alger.

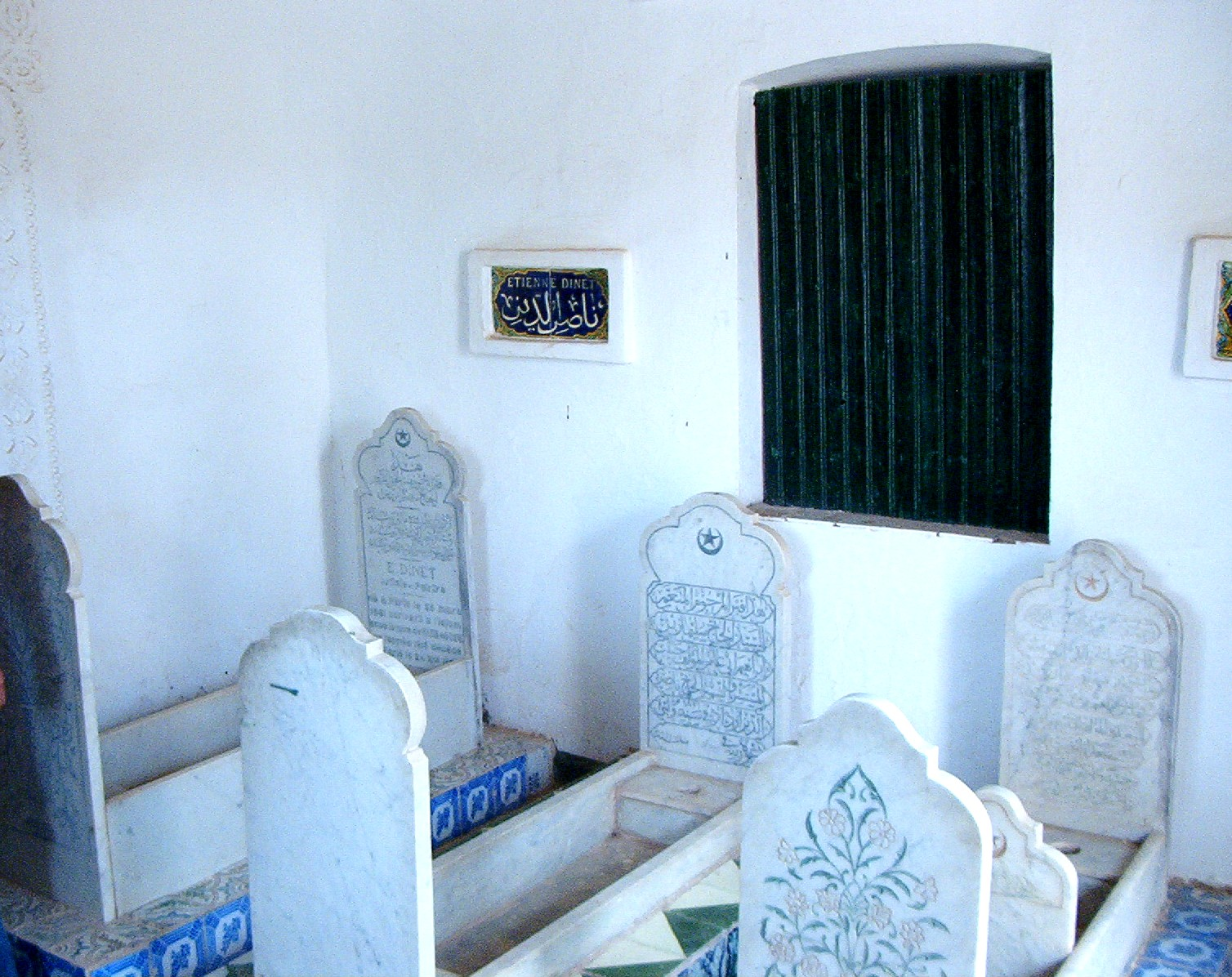
Sépulture musulmane de Dinet à Bou Saâda.

En 1929, il effectue, en compagnie de Sliman ben Ibrahim, le hajj, le pèlerinage à La Mecque. Le 24 décembre, il meurt d'une crise cardiaque devant son domicile parisien. Georges Leygues, ancien président du Conseil, et Maurice Viollette, ancien gouverneur de l'Algérie, prononcent des discours devant sa dépouille déposée à la mosquée de Paris.
Le 12 janvier 1930 se déroulent ses funérailles officielles à Bou-Saâda en présence de Pierre Bordes, gouverneur général de l'Algérie, qui retrace la vie exemplaire de l'artiste. L'éloge funèbre est prononcé en arabe par une délégation des membres de Nadi Taraqi et des oulémas.

## Œuvre
Les premiers tableaux de Dinet sont de facture religieuse (Le Golgotha, Saint Julien l'Hospitalier), inspirées par ses maîtres avec lesquels il rompt après sa découverte du désert.
Son œuvre s'inspire ensuite, à partir du milieu des années 1880 des traditions, des histoires et de la vie à Bou-Saâda, considérée alors comme la « porte » du Sahara. Sachant capter la lumière et les tonalités du sud, ce peintre orientaliste se consacre d'abord à des portraits de facture ethnographique, à des figures et scènes de la vie quotidienne et à des paysages, mais il est également portraitiste de son entourage familial. Sa sœur unique, Jeanne, épouse en 1888 Alfred M. Cornille (1854-1940), futur général commandant l'École polytechnique. Son beau-père, Charles-Albert-Antoine Cornille, vérificateur des Douanes, est peint par Dinet en 1894. Jeanne publie sous le nom de Dinet-Rollince la première biographie de son frère.
Le travail de Dinet fut vendu par les galeries Georges Petit, Paul Durand-Ruel et Allard.
Une partie de son œuvre, très populaire de son vivant et rendue de ce fait émergente, représente des femmes en partie nues, traitées comme prise sur le vif, et dans des coloris presque acides : quelques chercheurs, notamment anglo-saxons, se sont étonnés de telles scènes, les qualifiant d'anecdotiques, et ont même émis le doute sur leur authenticité, reléguant ce travail à un exotisme outré, voire rêvé (comme on peut le voir par exemple dans certaines toiles de Jean-Léon Gérôme). Le grand mérite de Dinet aura été au contraire de rendre visible une culture, ses rites, ses légendes, largement ignorés ou méprisés et avec laquelle il se sentait proche. Certains tableaux expriment clairement une forme d'érotisme. Sur le plan purement formel, Dinet exploite au départ les ressources du réalisme mais développe une palette très étendue, constrastée, que l'on a pu comparer à celles des fauves.
La Ville de Bou-Saâda a fondé le musée Nasr-Eddine-Dinet en sa mémoire. Le musée d'Orsay à Paris conserve les premières toiles de Dinet, ainsi que celles de sa pleine maturité. Le département des arts graphiques du musée du Louvre conserve près de 270 de ses dessins.
L'Institut du Monde Arabe a organisé en 2024 une exposition, intitulée Étienne Dinet, passions algériennes, qui a d'abord été présentée à l'IMA-Tourcoing. C'est la première fois depuis 1930 à Paris qu'environ 70 œuvres du peintre sont exposées.

Œuvres d'Étienne Dinet
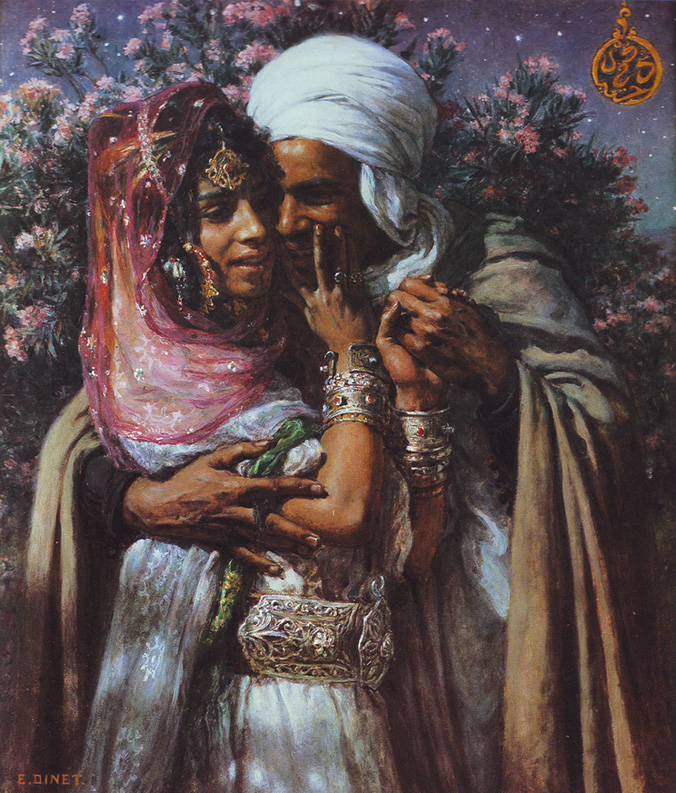
Abd-el-Gheram et Nouriel-Aïn, légende arabe. Esclave d'amour et Lumière des yeux , vers 1900 Paris, musée d'Orsay
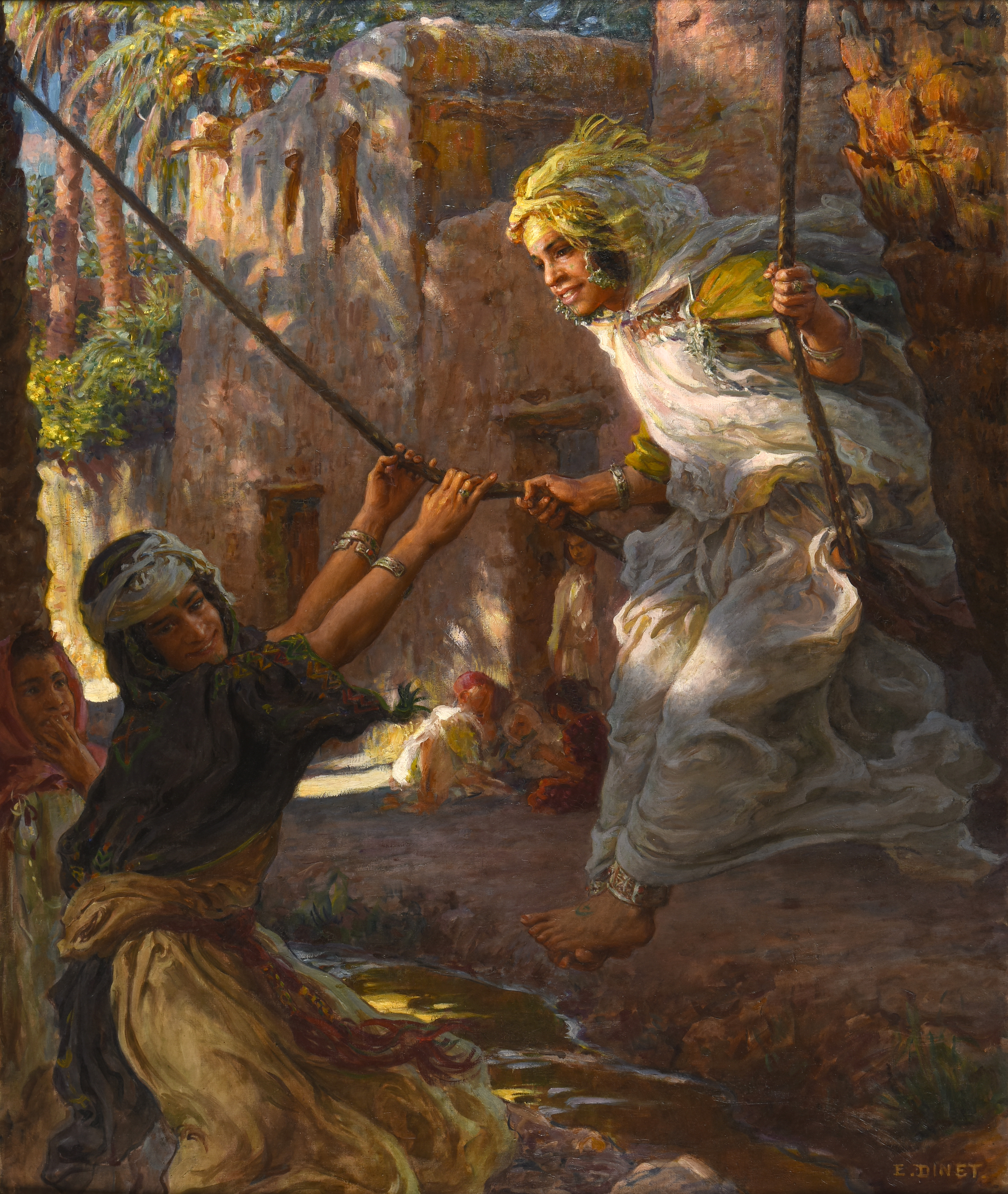
La Balançoire (vers 1900), Reims, musée des Beaux-Arts.
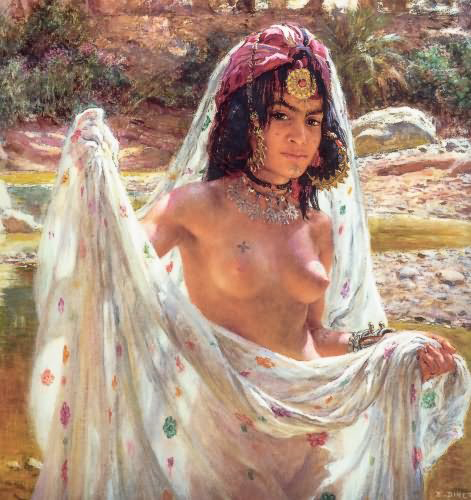
Raoucha (1901), Musée national des Beaux-Arts d'Alger.
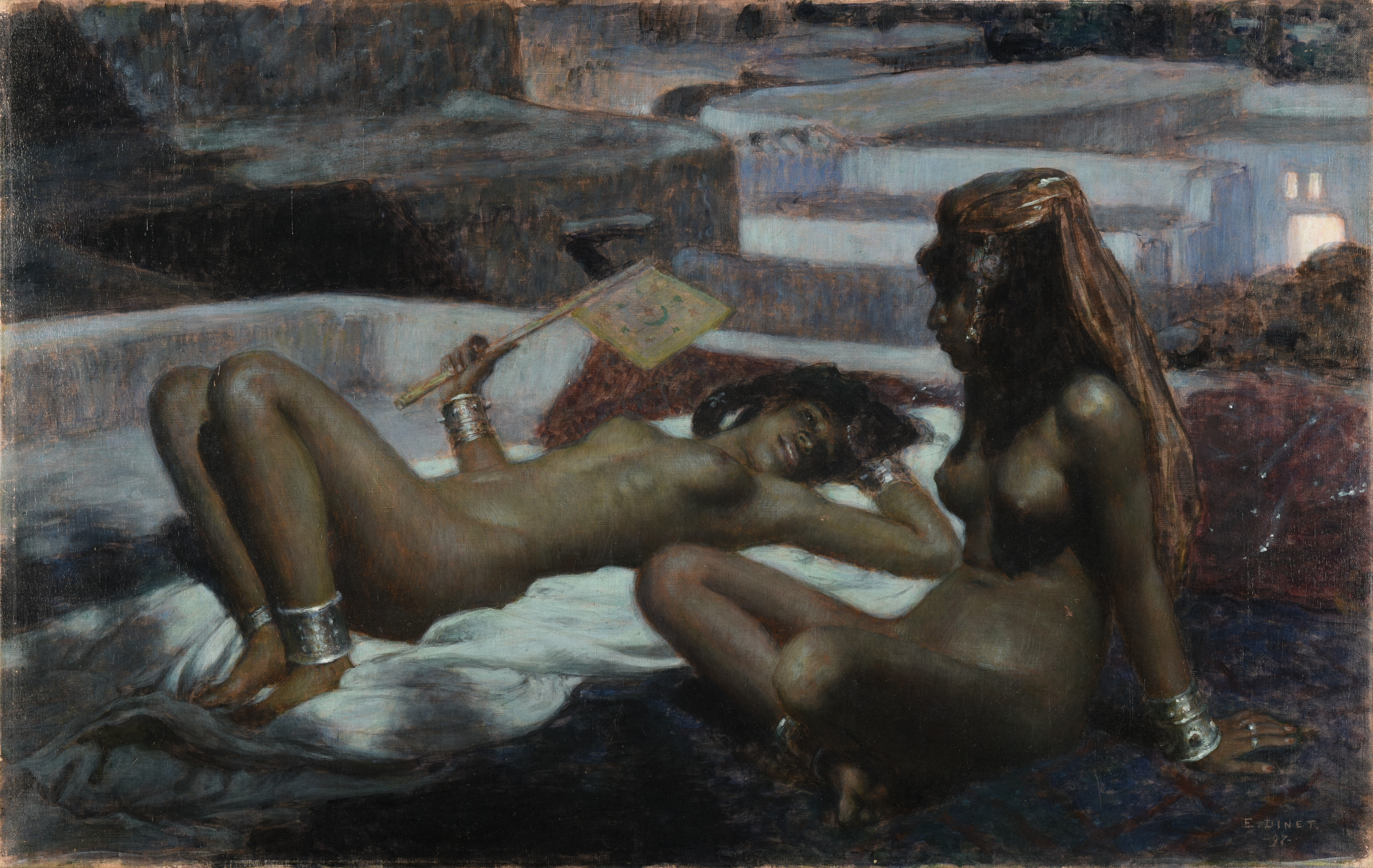
Sur les terrasses. Clair de lune à Laghouat (1897), Musée des Beaux-Arts de Reims.
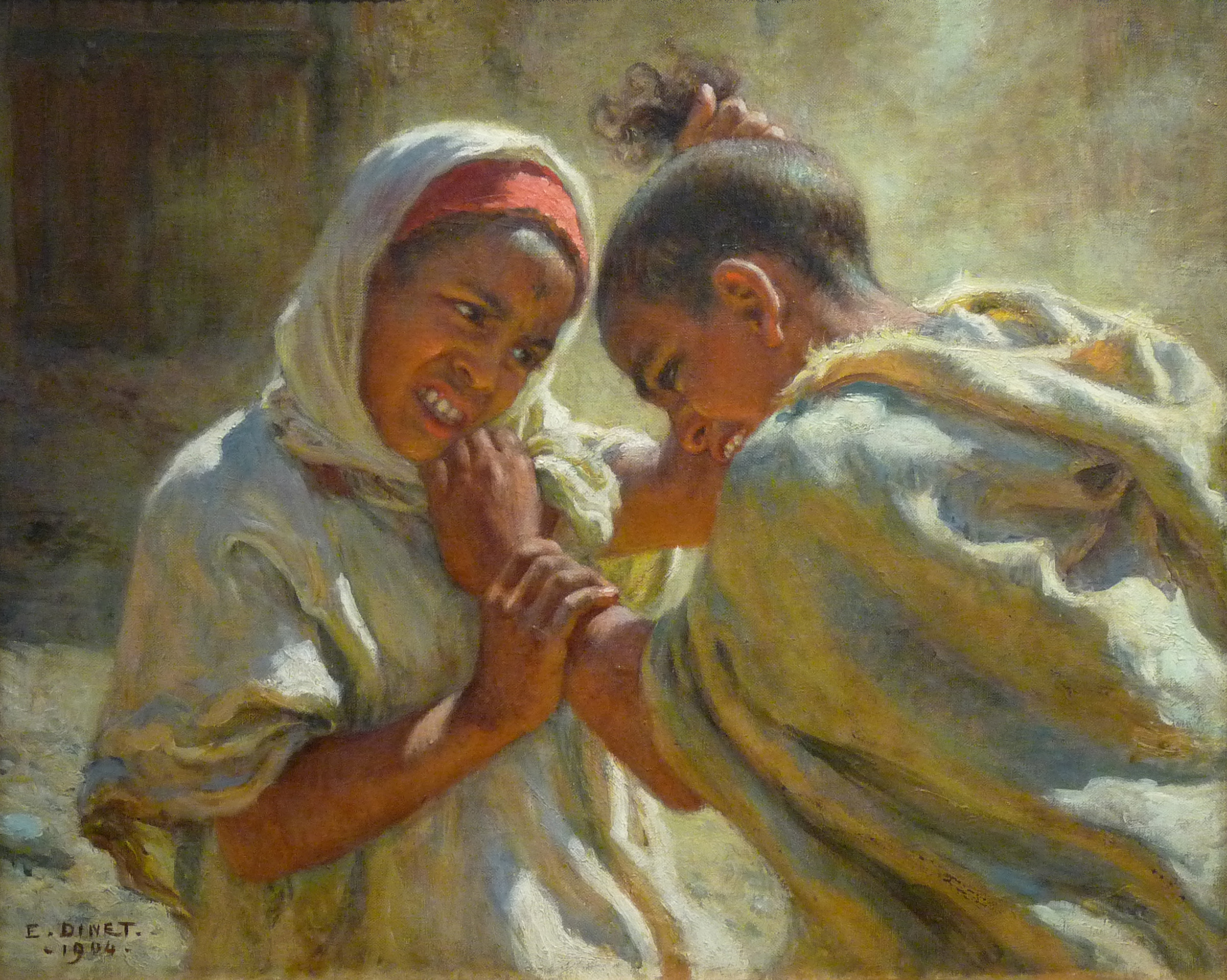
La Dispute (1904), Mulhouse, musée des Beaux-Arts.
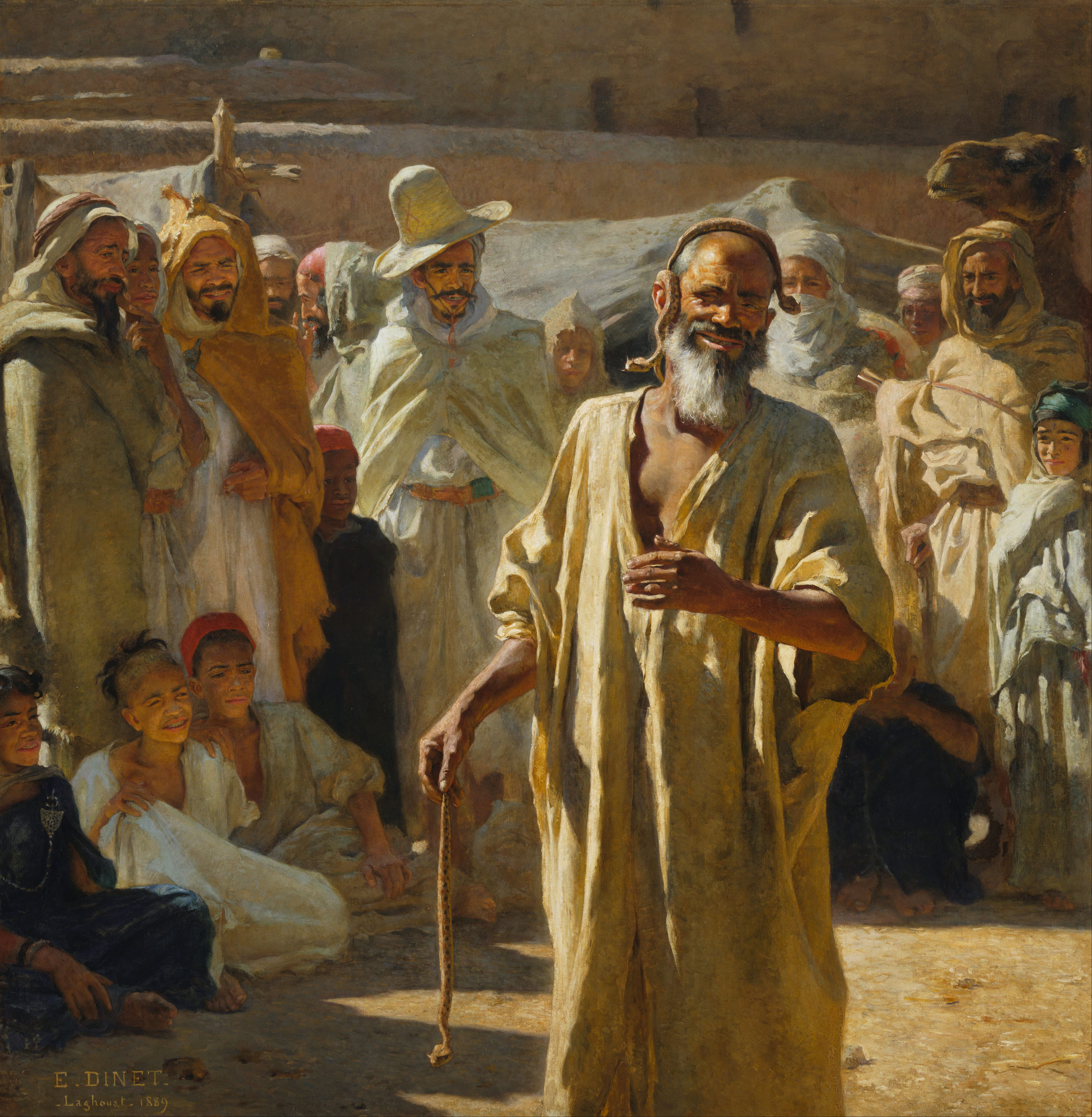
Le Charmeur de vipères (1889), Sydney, galerie d'art de Nouvelle-Galles du Sud.
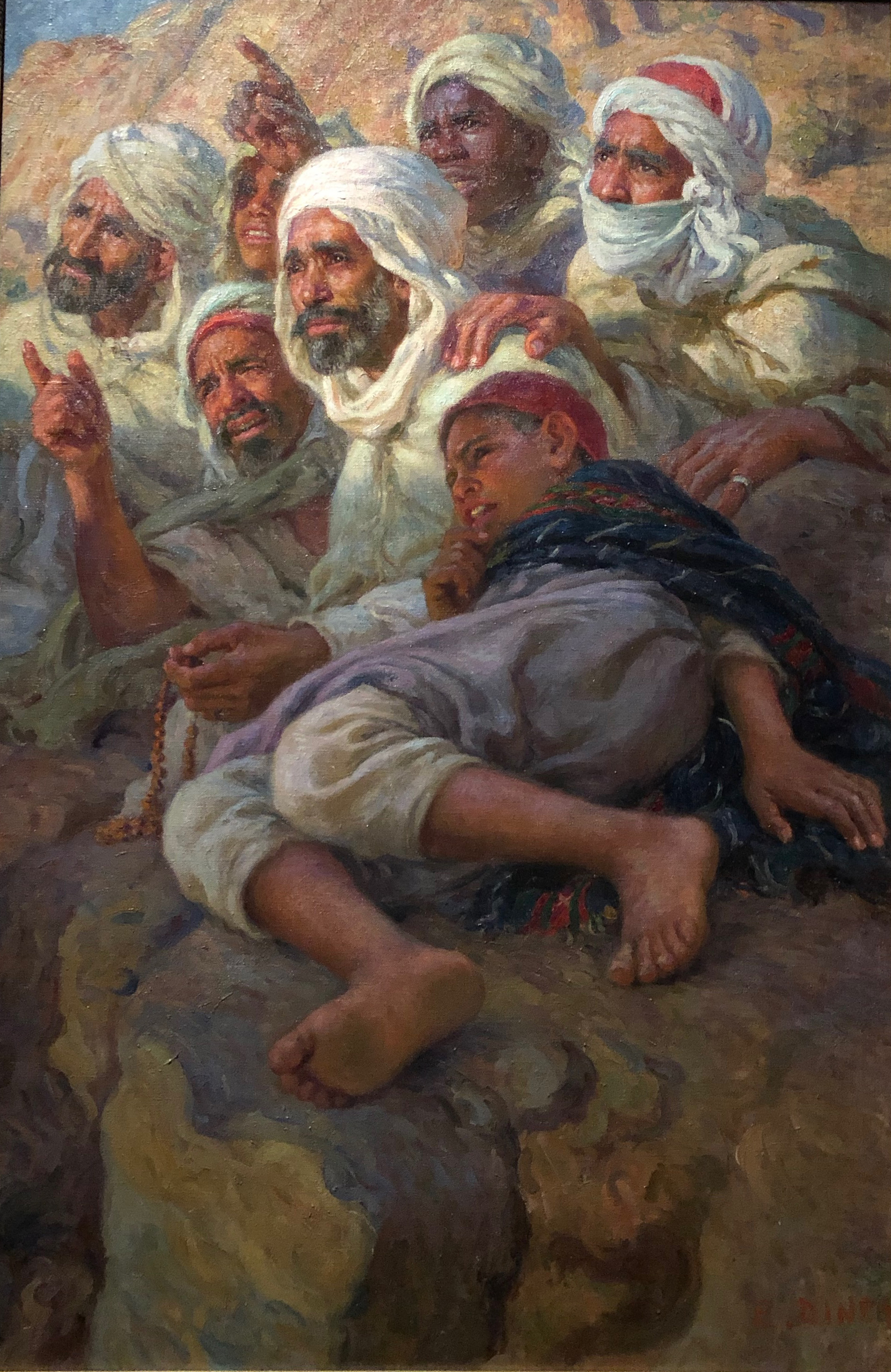
Le Croissant (1910), Angers, musée des Beaux-Arts.
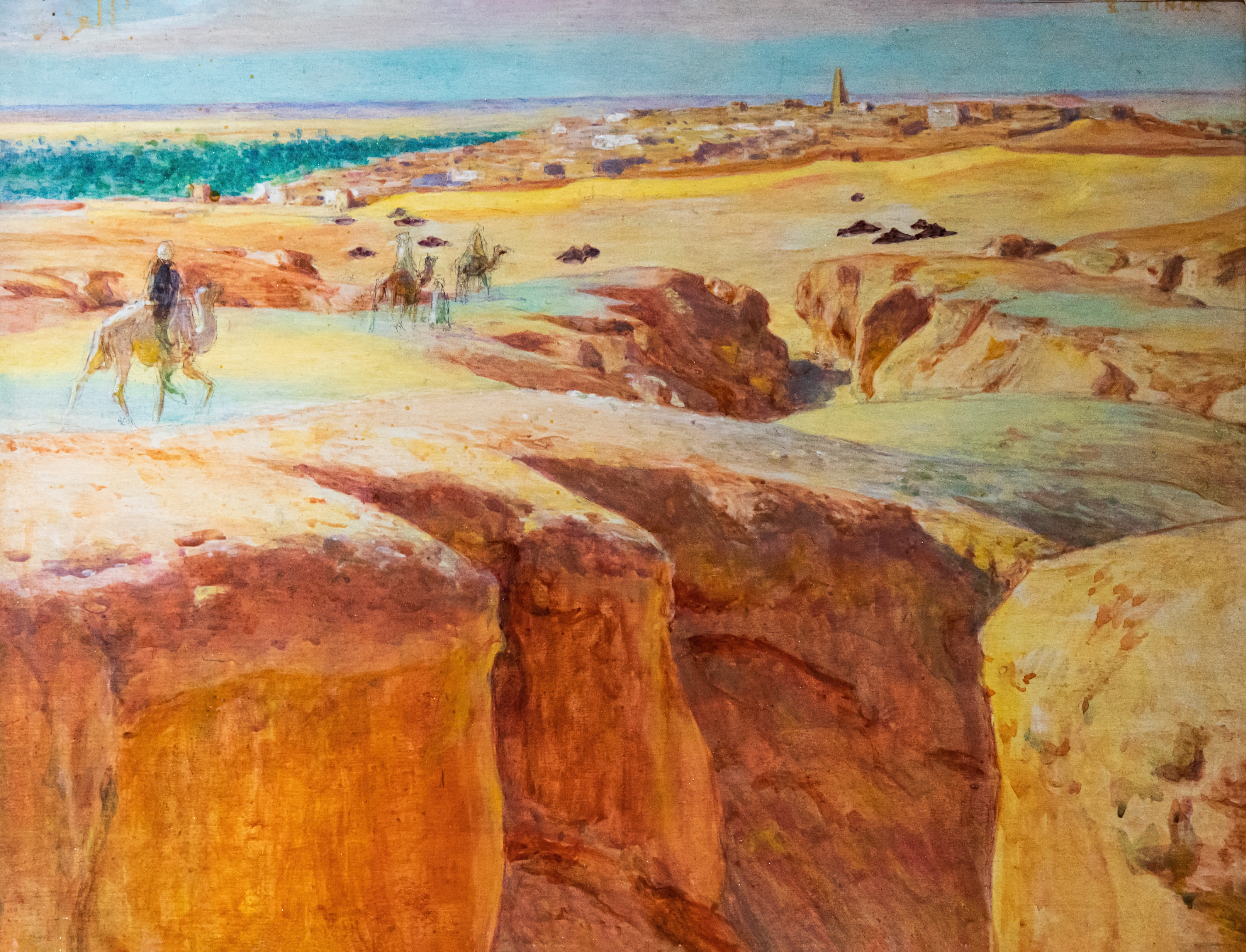
Caravane à El Grara près de Ghardaïa, Narbonne, musée des Beaux-Arts.
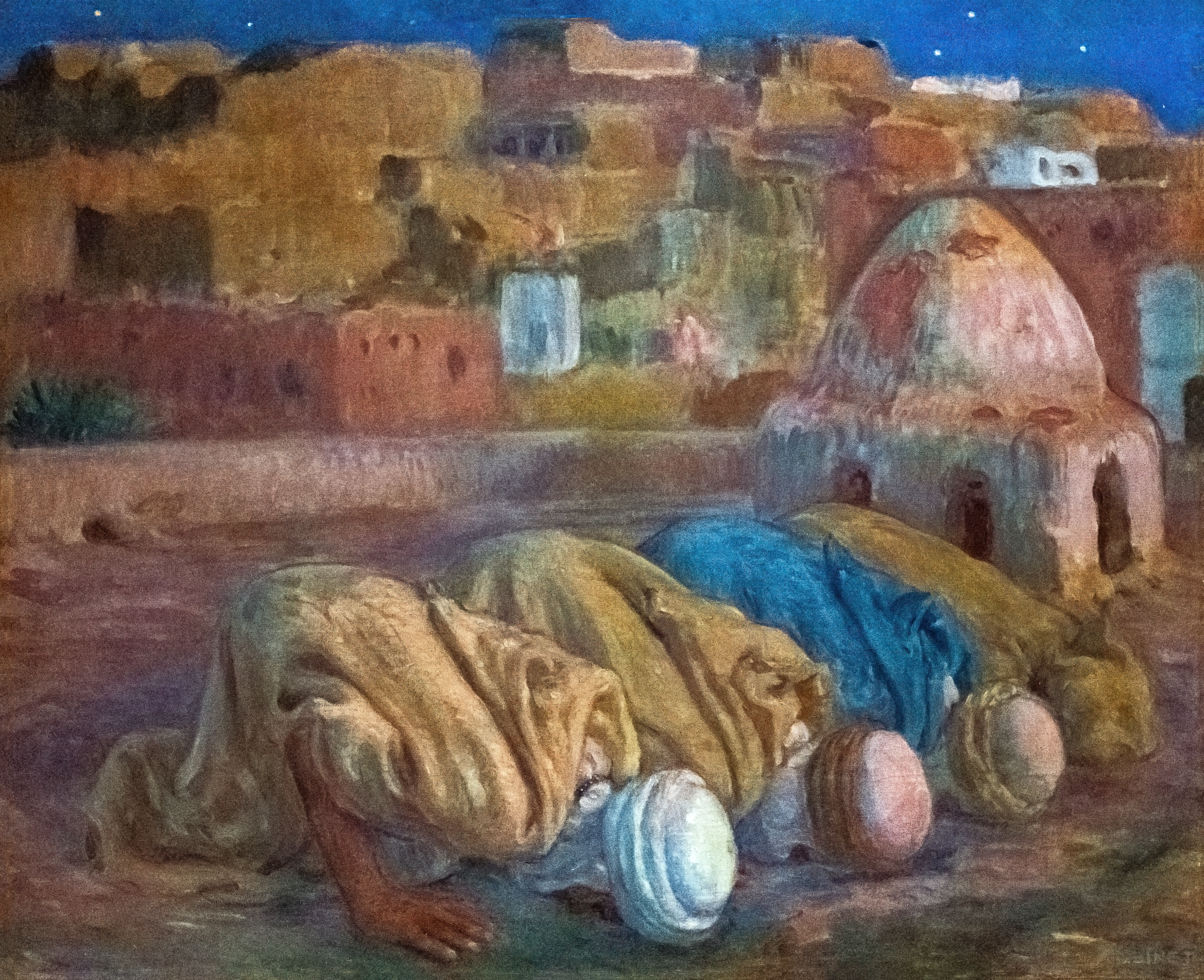
Prière sur une terrasse à Bou-Saada, Narbonne, musée des Beaux-Arts.

### Œuvres répertoriées

#### Algérie
- Musée national des Beaux-Arts d'Alger :
  - Raoucha, 1901 ;
  - Petites filles jouant et dansant ;
  - Départ à La Mecque ;
  - L’Embuscade ;
  - L’Aveugle
  - Jeunes laveuses revenant de l'oued[12]
- Bou-Saâda, musée national Nasr-Eddine-Dinet : Autoportrait de l'artiste, 1891.
- Constantine, musée national Cirta : La Voyante.
- Oran, musée Ahmed Zabana : L'Air était embrasé, le sol ardent et rouge comme des rubis, 1894.

#### Australie
- Sydney, galerie d'art de Nouvelle-Galles du Sud : Le Charmeur de serpent, 1889, huile sur toile, 176 × 180 cm[13]

#### Égypte
- Le Caire collection Shafik Gabr [14],[15] :
  - Jeunes filles sur un mur ;
  - Danse de nuit, 1891 ;
  - Spectateurs admirant une danseuse, 1905 ;
  - Réunion dans la nuit, ou Réunion de chasseurs, 1905 ;
  - Le Guetteur.

#### France
- Musée des Beaux-Arts d'Angers : Le Croissant, avant 1910[16]

Lyon, musée des Beaux-Arts : Le Matin, 1905.
- Marseille, musée des Beaux-Arts : Le Muezzin[18].
- Maubeuge, musée Henri-Boez : Le Lendemain du ramadan, 1895.
- Montpellier, Musée Fabre
  - Sur une terrasse, un jour de fête à Bou-Saâda, 1906, huile sur toile, 51 × 61 cm[19]
- Mulhouse, musée des Beaux-Arts : La Dispute, 1904.
- Narbonne, musée des Beaux-Arts :
  - Prière sur une terrasse à Bou-Saada, huile sur toile, 50 × 61 cm[20]
  - Caravane à El Grara près de Ghardaïa, huile sur bois, 26 × 35 cm[21]
- Nice, musée des Beaux-arts Jules-Cheret :
  - Le Calvaire, 1891.
- Paris, musée d'Orsay :
  - Une rue à Laghouat, 1884 ;
  - Terrasses de Laghouat, 1885 ;
  - Jeune fille de Bou-Saâda, 1892 ;
  - Abd-el-Gheram et Nouriel-Aïn, légende arabe. Esclave d'amour et Lumière des yeux, vers 1900, huile sur toile, 56 × 49 cm[22]
  - Ouled Nail, avant 1921, huile sur toile, 100 × 81 cm[23]
- Musée des Beaux-Arts de Pau : L'Oued M'sila après la pluie, 1884
- Musée des Beaux-Arts de Reims :
  - Sur les terrasses. Clair de lune à Laghouat, 1897, huile sur toile, 46 × 72 cm[24]
  - Le Printemps des cœurs  [titre attribué], 1904 ;
  - Au bord de l'oued , avant 1907, huile sur toile, 50 × 73 cm[25]
  - La Balançoire La Balançoire, vers 1900, 131 × 110 cm[26]
  - Laveuses.

#### Localisation inconnue
- La Courtisane, 1898, anciennement à Paris au ministère des Colonies.

#### Collections privées
- Jeu de la krouta, 1901, huile sur toile, 49 × 66 cm, Collection Djillali Mehri[27]
- Costume de fête, 1907, huile sur toile, 81 × 100 cm[28]

### Ouvrages illustrés
- 1898 : Antar, « poème héroïque arabe des temps antéislamiques d'après la traduction de M. Devic », illustré par 132 planches, L'Édition d'art Henri Piazza.
- 1902 : Rabia el Kouloub ou le Printemps des cœurs, recueil de trois légendes sahariennes, H. Piazza.
- 1904 : Les Fléaux de la peinture, observations sur les vernis, les retouches et les couleurs, préface de Georges Lafenestre, Paris, Laurens/E. Rey.
- 1906 : Mirages, illustré de 24 scènes de la vie arabe, dédié à Léonce Bénédite, Piazza ; réédité en édition populaire sous le titre Tableaux de la vie arabe.
- 1910 : Khadra, danseuse Ouled Naïl, roman écrit par Dinet.
- 1911 : El Fiafi oua el Kifar ou le Désert ou le désert, contes sahariens, H. Piazza.
- 1918 : La Vie de Mohammed, prophète d'Allah, H. Piazza.
- 1922 : L'Orient vu de l'Occident, essai sur l'orientalisme littéraire, H. Piazza.
- 1930 : Le Pèlerinage à la maison sacrée d'Allah.

### Affiches
- Exposition de 1900, L'Andalousie au temps des Maures.

## Iconographie
Son Autoportrait de 1891 (Bou-Saâda, musée Nasr-Eddine-Dinet), a été peint dans l'un des deux pavillons des bords de Seine du château d'Héricy. Le tableau est présenté l'année de sa création lors de l'exposition internationale de peinture à la galerie Georges Petit à Paris, puis en mai 1892 au salon de la Société nationale des beaux-arts. Le tableau, qui occupe une place de choix dans le hall d'accueil du château, revient aux acquéreurs lors de la vente de la propriété en 1923. Plus tard, ceux-ci l'offriront à l'ami de Dinet, Sliman ben Ibrahim, au moment de la revente. « Dinet s'est plu à s'y représenter dans son habitude familière […] Il peint en fixant son modèle, son pinceau favori entre les dents, prêt pour une délicate retouche. Cette attitude, il la conserve sa vie durant », écrit sa sœur commentant cette œuvre. Le critique d'art Léonce Bénédite, très proche de Dinet, conservateur du musée du Luxembourg, en fait la description suivante : « L'artiste se distingue par une figure fine et nerveuse au teint bronzé qu'allonge une courte barbe noire, argentée chaque année au-dessus de ses tempes ; ses yeux à la fois froids et décidés, farouches et doux sous les sourcils noirs qu'arrêtent son front nu, intelligent et volontaire. Vous croirez vraiment avoir en face de vous quelque chef arabe déguisé à l'européenne. »

## Cote
Le 11 décembre 2012, son tableau Femmes arabes au cimetière (43 × 43 cm), est vendu chez Artcurial pour 106 767 euros (localisation inconnue). Sa Baigneuse dans la palmeraie - étude (38 × 30 cm), est, elle, vendue le même jour 60 917 euros (localisation inconnue) : il s'agit d'une étude pour les Baigneuses dans la palmeraie au clair de lune.
La toile Le fils d'un Saint M'rabeth, datant de 1900, a été adjugée pour 13,1 millions de dirhams (1,2 million d'euros) lors de la vente inaugurale de la filiale marocaine d'Artcurial à Marrakech.